# Pseudophilautus eximius
Philautus eximius es una especie extinta de rana que habitaba en Sri Lanka.